# Klecina

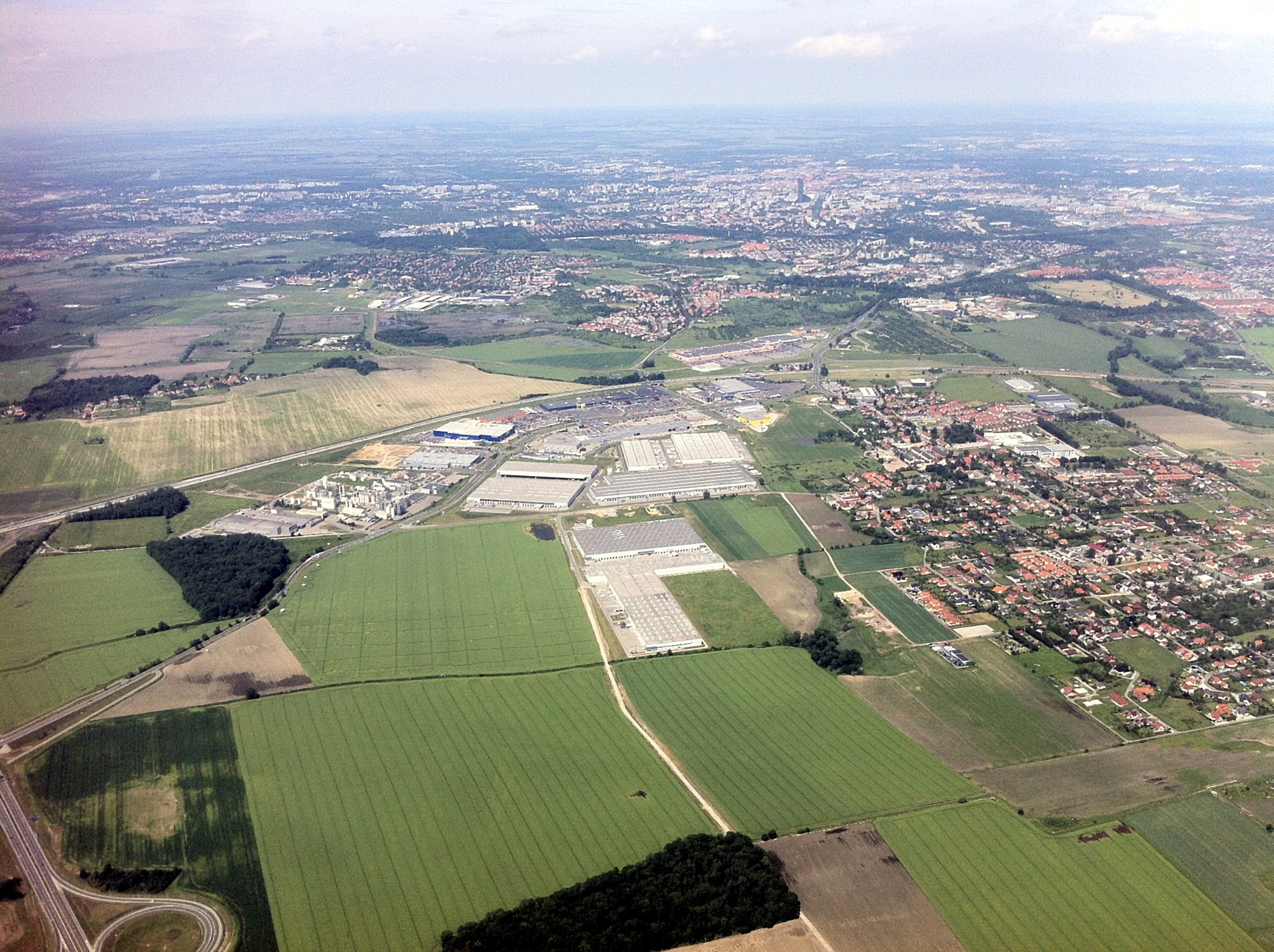
Luftbild

Klecina (deutsch Klettendorf) ist ein Ortsteil von Breslau im Stadtteil Krzyki (Krietern) und gehört seit 1951 zur Stadt Breslau. 

## Lage
Klecina liegt an der nur noch im Güterverkehr betriebenen Bahnstrecke Wrocław–Jedlina-Zdrój.

## Geschichte
1322 erwarb Nikolaus von Banz das Gut Klettendorf. Seit 1570 besaß es das Hospital ad St. Trinitatem in Breslau. Nach dem Ersten Schlesischen Krieg fiel Klettendorf mit dem größten Teil von Schlesien 1741/42 an Preußen. 1845 zählte das Dorf 47 Häuser, ein königliches Chaussee-Zollhaus, 441 Einwohner (95 katholisch, fünf jüdisch und der Rest evangelisch), eine evangelische Schule mit einem Lehrer, evangelische Kirche zu St. Salvator in Breslau, katholische Kirche zu Oltaschin, ein Simultan-Kirchhof, eine Windmühle, eine Brennerei, eine Zuckerfabrik, zwölf Handwerker und fünf Händler. Die ehemalige Landgemeinde gehörte bis 1945 zum Landkreis Breslau. 
Mit der Einführung der Kreisordnung für die Provinzen Preußen, Brandenburg, Pommern, Posen, Schlesien und Sachsen vom 13. Dezember 1872 wurde der Amtsbezirk Klettendorf Nr. 18 aus den Landgemeinden Hartlieb, Kleinburg, Klettendorf, Krietern und Kundschütz und dem Gutsbezirk Hartlieb gebildet. 1936 war Paul Hartmann Bürgermeister in Klettendorf. 1939 zählte Klettendorf 2936 Einwohner. Der Bürgermeister des Ortes, Eugen Pfanz wurde am 6. Februar 1945 erschossen, da er vor der heranrückenden Roten Armee geflohen war.
Als Folge des Zweiten Weltkriegs fiel Klettendorf mit dem größten Teil Schlesiens 1945 an Polen. Nachfolgend wurde es durch die polnische Administration in Klecina umbenannt. Die einheimischen deutschen Einwohner wurden, soweit sie nicht schon vorher geflohen waren, vertrieben. Die neu angesiedelten Bewohner stammten teilweise als ihrerseits Vertriebene aus Ostpolen, das von der Sowjetunion annektiert wurde.  

## Sehenswürdigkeiten

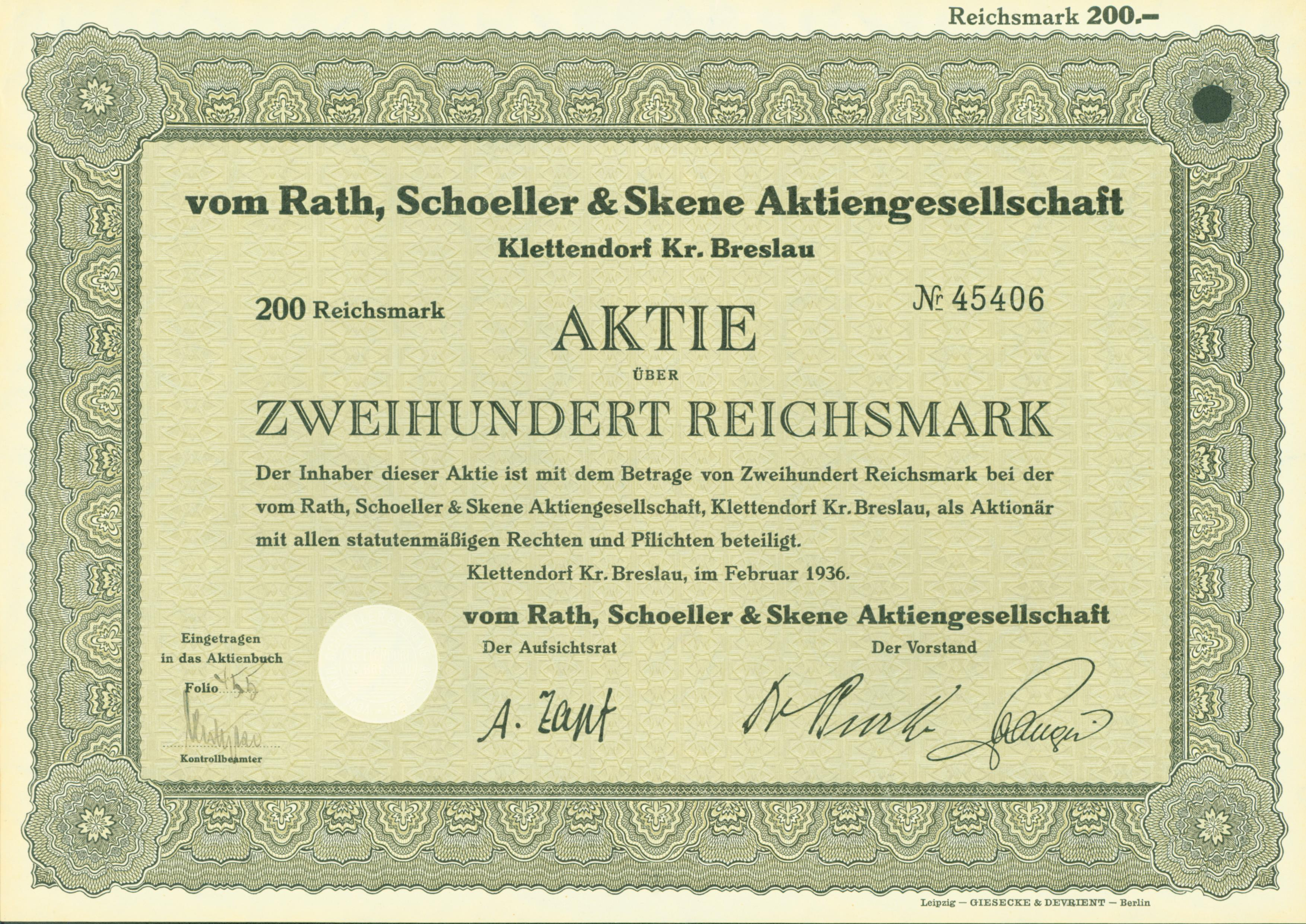
Aktie über 200 RM der von Rath, Schoeller & Skene AG vom Februar 1936

- Römisch-katholische Pfarrkirche der Heiligen Jungfrau Maria, Königin von Polen, 1905–1906 nach Entwürfen der Architekten Alfred Böttcher und Richard Gaze erbaut. Bis 1946 evangelisch-lutherische Pfarrkirche.
- ehemalige Zuckerfabrik Klettendorf, bis 1945 eine der bedeutendsten Zuckerfabriken, in der der in ganz Deutschland und im benachbarten Ausland bekannte Feinzucker Klettendorfer Raffinade produziert wurde. Die unter den Namen Vom Rath, Schoeller & Skene firmierende Fabrik war durch Fusionen mit anderen Zuckerfabriken im Landkreis Breslau gewachsen.

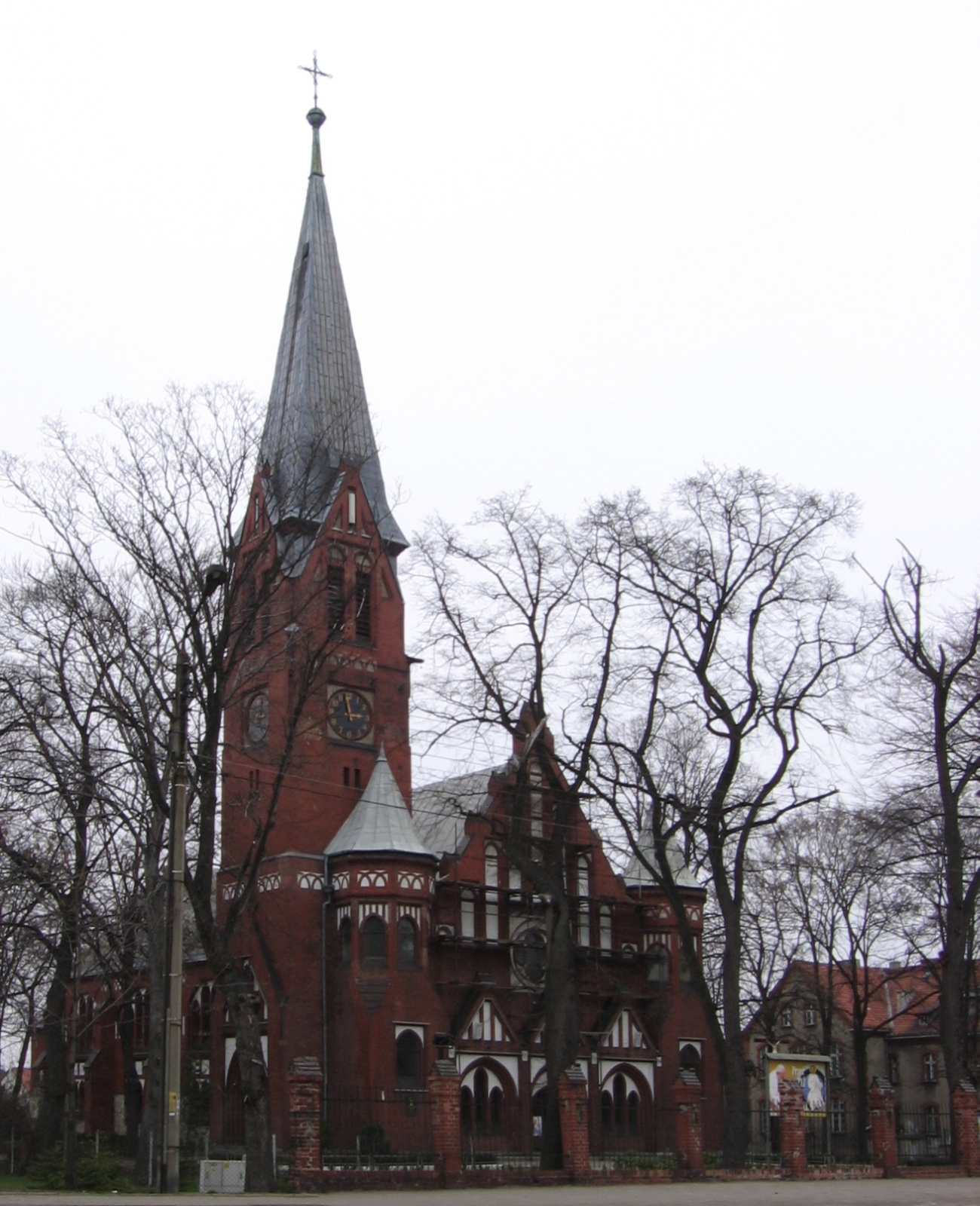
Marien-Kirche
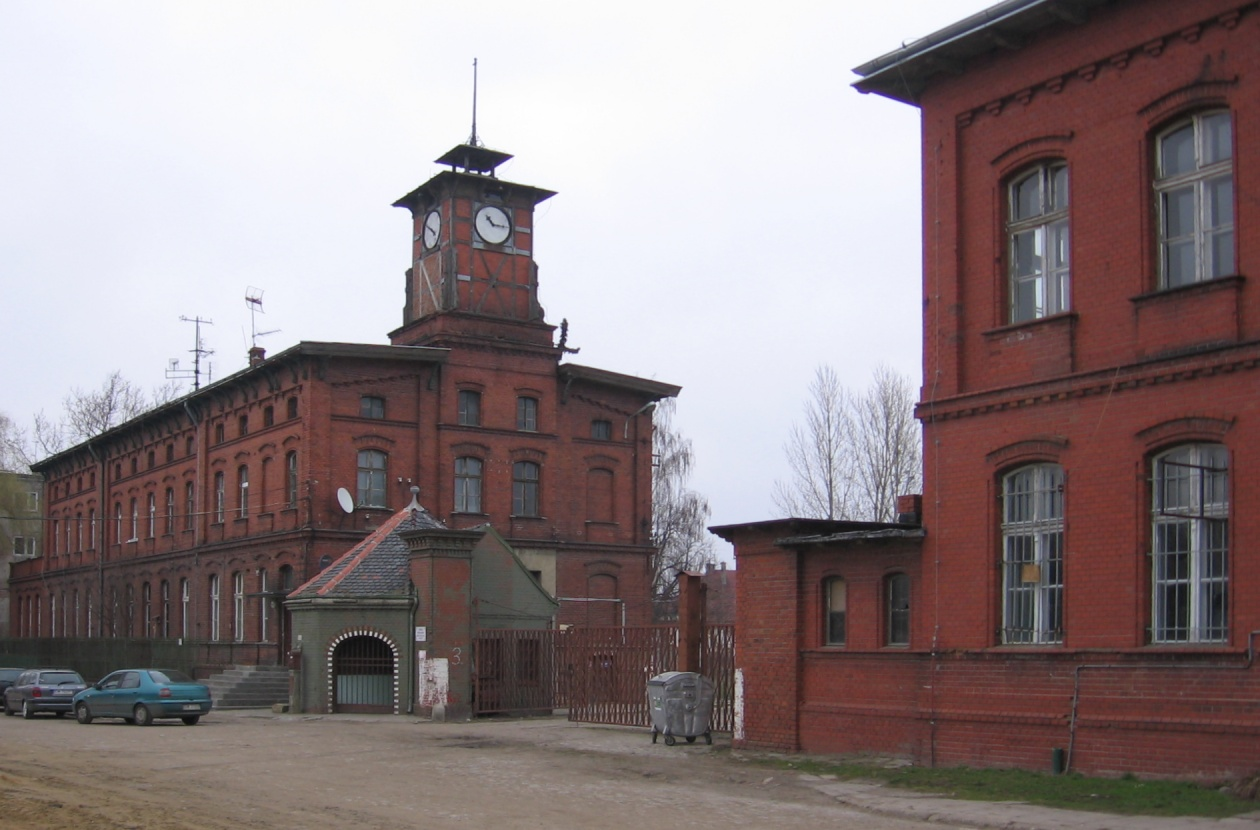
ehem. Zuckerfabrik
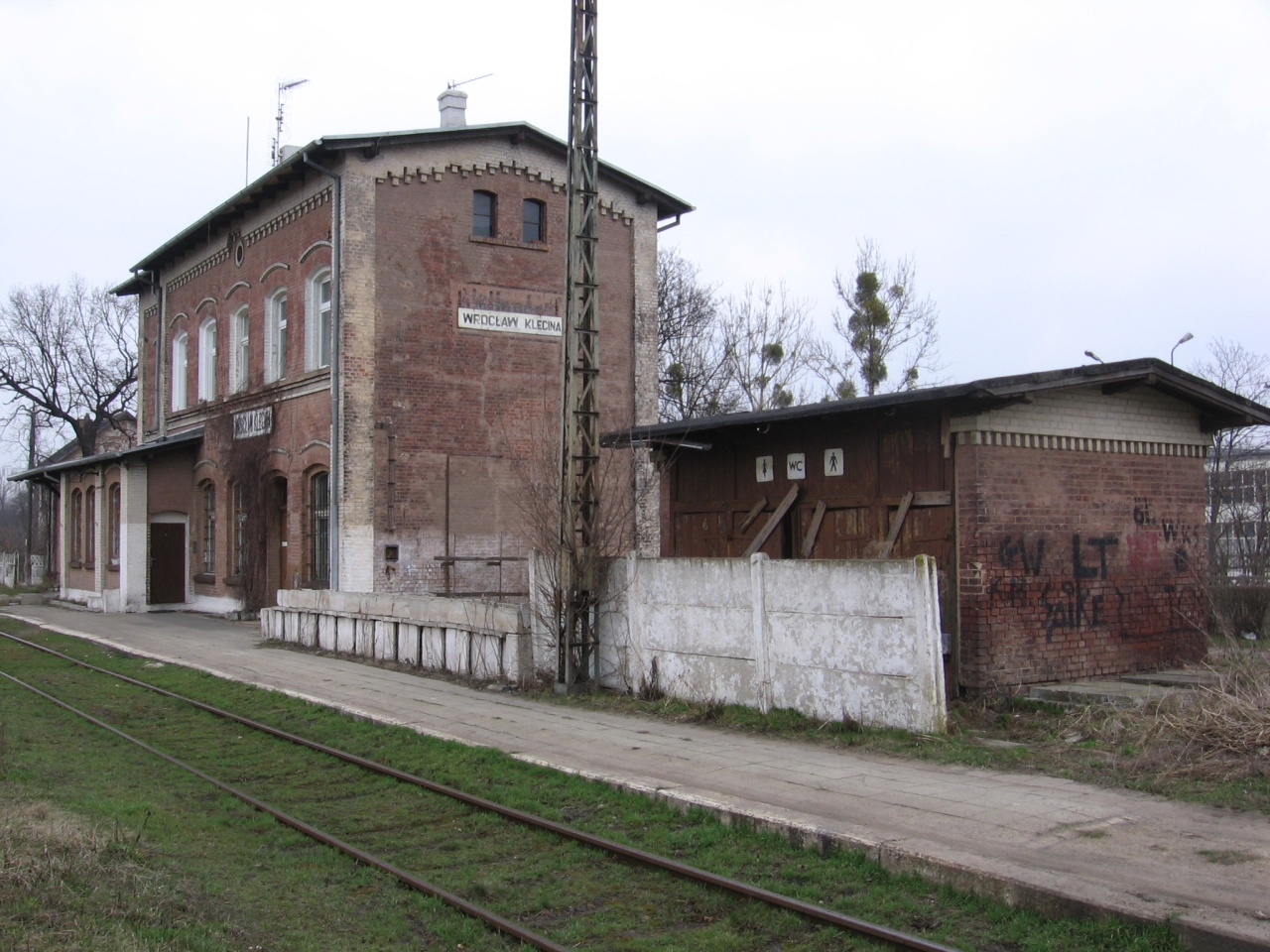
ehem. Bahnhof

## Persönlichkeiten
- Leopold Schoeller (1830–1896), Großunternehmer
- Else Mehrle, (1867–1941), Malerin, Grafikerin und Illustratorin für Kinder- und Jugendbücher